# Ashton United F.C.

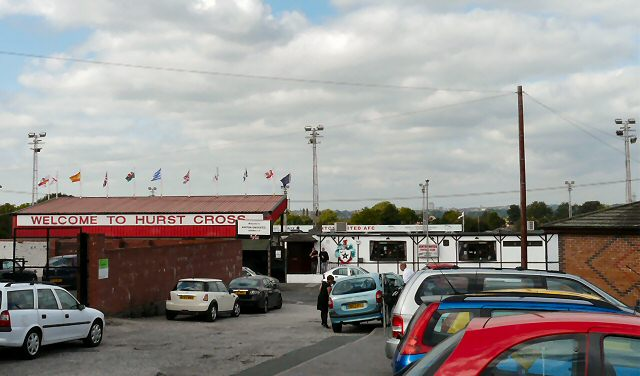
Lối vào sân Hurst Cross

Ashton United Football Club là một câu lạc bộ bóng đá có trụ sở taị Ashton-under-Lyne, Greater Manchester, Anh. Câu lạc bộ hiện thi đấu ở Northern Premier League - giải hạng bảy của bóng đá Anh. Đội có sân nhà tại Hurst Cross.

## Thành tích
- Northern Premier League
  - Nhà vô địch Challenge Cup mùa giải 2010–11[3]
  - Nhà vô địch Division One Cup các mùa giải 1993–94, 1996–97, 1998–99
- North West Counties League
  - Nhà vô địch Division One mùa giải 1991–92[4]
  - Nhà vô địch Division Two mùa giải 1987–88[4]
  - Nhà vô địch Challenge Cup mùa giải 1991–92
- Lancashire Combination
  - Nhà vô địch Division One mùa giải 1916–17[5]
  - Nhà vô địch Division Two mùa giải 1961–62[4]
  - Nhà vô địch League Cup mùa giải 1961–62[4]
- Manchester League
  - Nhà vô địch mùa giải 1911–12[6][7]
- Manchester Senior Cup
  - Nhà vô địch các mùa giải 1884–85, 1913–14, 1975–76, 1977–78[1]
- Manchester Junior Cup
  - Nhà vô địch các mùa giải 1893–94, 1910–11, 1932–33
- Manchester Challenge Cup
  - Nhà vô địch các mùa giải 1935–36, 1938–39, 1949–50, 1952–53, 1953–54, 1954–55
- Manchester Intermediate Cup
  - Nhà vô địch các mùa giải 1958–59, 1962–63
- Manchester Premier Cup
  - Nhà vô địch các mùa giải 1979–80, 1982–83, 1991–92, 2000–01, 2001–02, 2002–03[8]